# Kees Koolen
Pour les articles homonymes, voir Koolen.
Kees Koolen, né le 19 août 1965, est un pilote néerlandais de rallye-raid, en moto, auto, quad et camion. Son fils, Niels Koolen est également pilote automobile.

## Palmarès

### Résultats au Rallye Dakar
| Année | Categorie | Marque | Position | Victoires d'etapes |
| ----- | --------- | ------ | -------- | ------------------ |
| 2009  | Moto      |        | 69e      | -                  |
| 2010  | Auto      |        | Abd.     | -                  |
| 2011  | Auto      |        | Abd.     | -                  |
| 2012  | Auto      |        | 59e      | -                  |
| 2013  | Quad      |        | 17e      | -                  |
| 2014  | Camion    |        | 37e      | -                  |
| 2015  | Quad      |        | Abd.     | -                  |
| 2016  | Quad      |        | Abd.     | -                  |
| 2017  | Quad      |        | 17e      | 1                  |
| 2018  | Quad      | Barren | 8e       | -                  |
| 2020  | SSV       |        | 17e      | -                  |
| 2021  | SSV       |        | 6e       | -                  |
| 2022  | Camion    | Iveco  | 13e      | -                  |
| 2023  | Camion    | Iveco  | Abd.     | -                  |
| 2025  | Camion    | Iveco  | 4e       |                    |

### Résultats en rallye
- Champions du monde de rallye-raid FIA (T5 - camion) en 2022
- 3e du Abu Dhabi Desert Challenge en 2016 (quad)